# Péter Lékó
Pour les articles homonymes, voir Leko.
Péter Lékó, Lékó Péter dans l’ordre usuel en hongrois est un joueur d'échecs hongrois né le 8 septembre 1979 à Subotica en Yougoslavie (actuellement en Serbie). Grand maître international à 14 ans, en 1994, il a été finaliste des championnats du monde 2004 (« classique »), 2005 et 2007.
Au 15 mai 2016, il est le 37e joueur mondial et le 2e joueur hongrois, avec un classement Elo de 2 705 points.

## Biographie et carrière

### Grand maître international à 14 ans

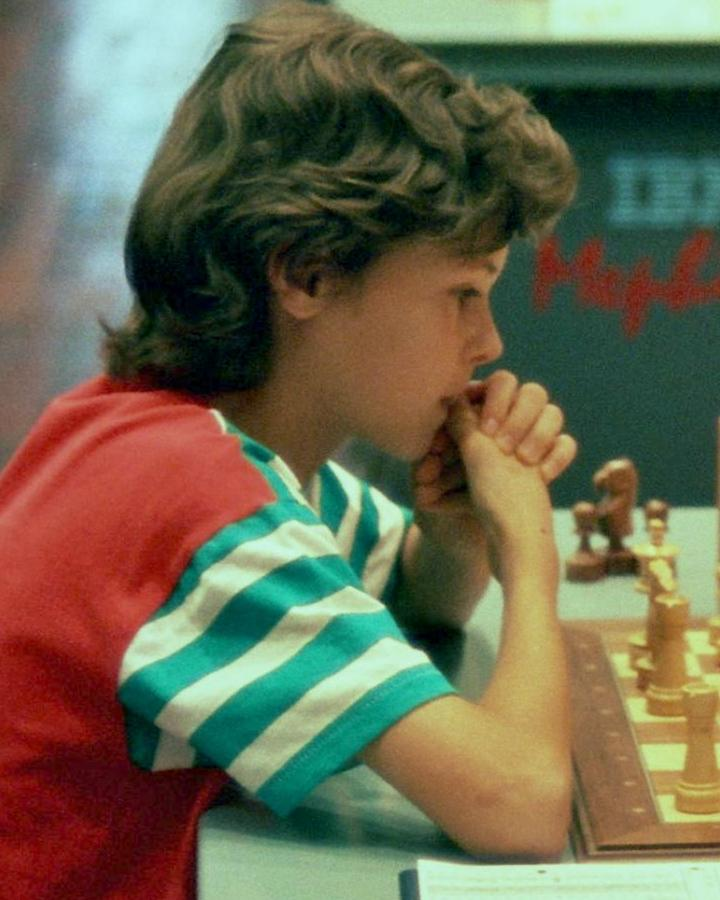
Péter Lékó à Duisbourg en 1992

Longtemps considéré comme un enfant prodige, il a obtenu les titres de champion du monde des moins de 16 ans et de grand maître international en 1994, obtenant la dernière norme de grand maître à 14 ans et 4 mois et devenant le plus jeune grand maître de l'histoire du titre, son record n'étant dépassé qu'en 1997 par Étienne Bacrot.
Sa réputation de joueur qui ne prend pas de risque et qui se contente souvent de la partie nulle laissait douter de sa prédiction : « Je serai champion du monde ! ». L'ex-champion du monde Anatoli Karpov a même déclaré que « personne ne deviendrait champion du monde avec un style aussi prudent ! ».

### Victoires dans les tournois internationaux
En 1997, Lékó remporta le mémorial Capablanca à Cienfuegos devant Tony Miles et le tournoi de Yopal en Colombie devant Milos, Morovic et Miles.
Lékó a remporté trois fois le tournoi de Dortmund : en 1999, un point devant Vladimir Kramnik, en 2002 (tournoi des candidats) et en 2008.
Il remporta en 2003 le tournoi de Linares et en 2005 le tournoi de Wijk aan Zee (tournoi Corus), après avoir terminé deuxième à Wijk aan Zee en 2004.
En 2006, il termine premier (à égalité avec Ponomariov et Aronian) au Mémorial Tal.

### Coupes du monde rapides
En 2002, Lékó remporta la Coupe du monde rapide de la Fédération internationale à Dubaï, en battant Mohammed Al-Modiahki  au premier tour, Joël Lautier au deuxième tour, Veselin Topalov au troisième tour, Kiril Georgiev en demi-finale et Aleksandr Grichtchouk en finale. La coupe du monde rapide était un tournoi à élimination directe à 32 joueurs avec des matchs de classements pour les seize premières places. Parmi les participants figuraient entre autres : Acs, Anand, Azmaiparashvili, Bacrot, Bareïev, Chirov, Dreïev, Ehlvest, Georgiev, Grichtchouk, Ivantchouk, Kariakine, Karpov, Khalifman, Lautier, Morozevitch, Nikolic, Ponomariov, Radjabov, Short, Svidler, Topalov et Van Wely.
en janvier 2007, il gagne la Coupe du monde ACP de parties rapides en battant Ivantchouk en finale.

### Championnats du monde à élimination directe (1997 à 2001)
| Année | Lieu      | Résultat       | Ultime adversaire   | Adversaires battus |
| ----- | --------- | -------------- | ------------------- | ------------------ |
| 1997  | Groningue | premier tour   | Roman Slobodjan     |                    |
| 1999  | Las Vegas | troisième tour | Sergei Movsessian   | Christian Bauer    |
| 2000  | New Delhi | troisième tour | Aleksandr Khalifman | Sergueï Volkov     |
| 2001  | Moscou    | deuxième tour  | Ashot Anastasian    | Watu Kobese        |

### Finaliste des championnats du monde (2004, 2005 et 2007)
Après avoir gagné le tournoi des candidats de Dortmund en 2002, il disputa un match pour la couronne mondiale contre Vladimir Kramnik à Brissago en octobre 2004. Le score final du match (7-7) permit à Kramnik de conserver son titre.
Au Championnat du monde de la Fédération internationale des échecs 2005, il occupa une décevante 5e place, alors qu'il était parmi les favoris du tournoi.
En juin 2007, lors du tournoi des candidats, il se qualifie pour le championnat du monde 2007 en battant Mikhaïl Gourevitch puis Evgeny Bareev. Il finit quatrième du championnat du monde avec la moitié des points (7/14).

### Résultats aux coupes du monde (2011 à 2015)
| Année | Lieu            | Résultat       | Ultime adversaire | Adversaires battus        |
| ----- | --------------- | -------------- | ----------------- | ------------------------- |
| 2011  | Khanty-Mansiïsk | premier tour   | Samuel Shankland  |                           |
| 2013  | Tromsø          | deuxième tour  | Julio Granda      | Leif Erlend Johannessen   |
| 2015  | Bakou           | troisième tour | Anish Giri        | Alekseï Goganov, Wen Yang |

### Depuis 2008
En juillet 2008, Lékó remporte à nouveau le tournoi d'échecs de Dortmund.
Il est un des secondants de Viswanathan Anand lors du match qui l'oppose à Magnus Carlsen pour le championnat du monde d'échecs 2013.
En 2014, Lékó remporte la médaille d'argent par équipe lors de l'olympiade d'échecs de 2014.
Depuis novembre 2017, Lékó est l'entraîneur de Vincent Keymer.
En avril 2021, Ian Nepomniachtchi révéla, après sa victoire au tournoi des candidats, que Péter Lékó avait fait partie de son équipe de secondants (avec les Russes Potkine, Khaïroulline et Vitiougov).

## Une partie
(Vladimir Kramnik - Lékó Péter, Tilburg, 1998) :
1.d4 Cf6 2.c4 g6 3.f3 e5 4.dxe5 Ch5 5.Ch3 Cc6 6.Fg5 Fe7 7.Fxe7 Dxe7 8.Cc3 Dxe5 9.g4 Cg7 10.f4 De7 11.Cd5 Dd8 12.Dd3 O-O 13.Dc3 Ce8 14.g5 Ce7 15.Cf6+ Cxf6 16.gxf6 Cf5 17.e4 Te8 18.Cg5 c5 19.O-O-O Cd4 20.e5 d6 21.Cf3 Fg4 22.Cxd4 Fxd1 23.Cb5 dxe5 24.fxe5 Fa4 25.Cd6 Te6 26.Fg2 Txd6 27.exd6 Dxd6 28.Fxb7 Te8 29.b3 Df4+ 30.Rb2 Te3 31.Td1 h5 32.Da5 Te2+ 33.Ra3 Df2 34.Dd8+ Fe8 35.Td2 Txd2 36.Dxe8+ Rh7 37.Dxf7+ Rh6 38.Ra4 Txa2+ 39.Rb5 De3 40.Fd5 Dxb3+ 41.Rc6 Ta6+ 42.Rd7 Dh3+ 43.Fe6 Dd3+ 44.Re8 Dd6 45.De7 Dxe6 0-1

## Anecdotes
Il est connu pour avoir longtemps essayé de convaincre ses proches de devenir végétarien car il était persuadé, comme Zoltan Gyimesi de l'influence positive de sa diète sur sa rapidité de réflexion. Il a tempéré son raisonnement depuis mais reste un fervent végétarien.[réf. nécessaire]